# چئونتائسان (چونگچونگ)
چئونتائسان (به لاتین: Cheontaesan) یک کوه در کره جنوبی است. چئونتائسان ۷۱۴٫۷ متر بالاتر از سطح دریا واقع شده‌است.